# دهستان کوهپایه (کاشان)
دهستان کوهپایه نام دهستانی در بخش مرکزی شهرستان کاشان، استان اصفهان در ایران است. براساس سرشماری مرکز آمار ایران در سال ۱۳۸۵، جمعیت آن ۵۰۷۴ نفر (۱۴۱۷ خانوار) بوده‌است.